# پایگاه هوایی نیروی دریایی کراوز
پایگاه هوایی نیروی دریایی کراوز (به انگلیسی: Crows Landing Naval Auxiliary Air Station) یک فرودگاه نظامی با کد یاتا NRC است که یک باند فرود بتن دارد و طول باند آن ۲۱۲۶ متر است. این فرودگاه در کشور ایالات متحده آمریکا قرار دارد و در ارتفاع ۵۱ متری از سطح دریا واقع شده‌است.